# Arrunte Tarquinio (Egerio)

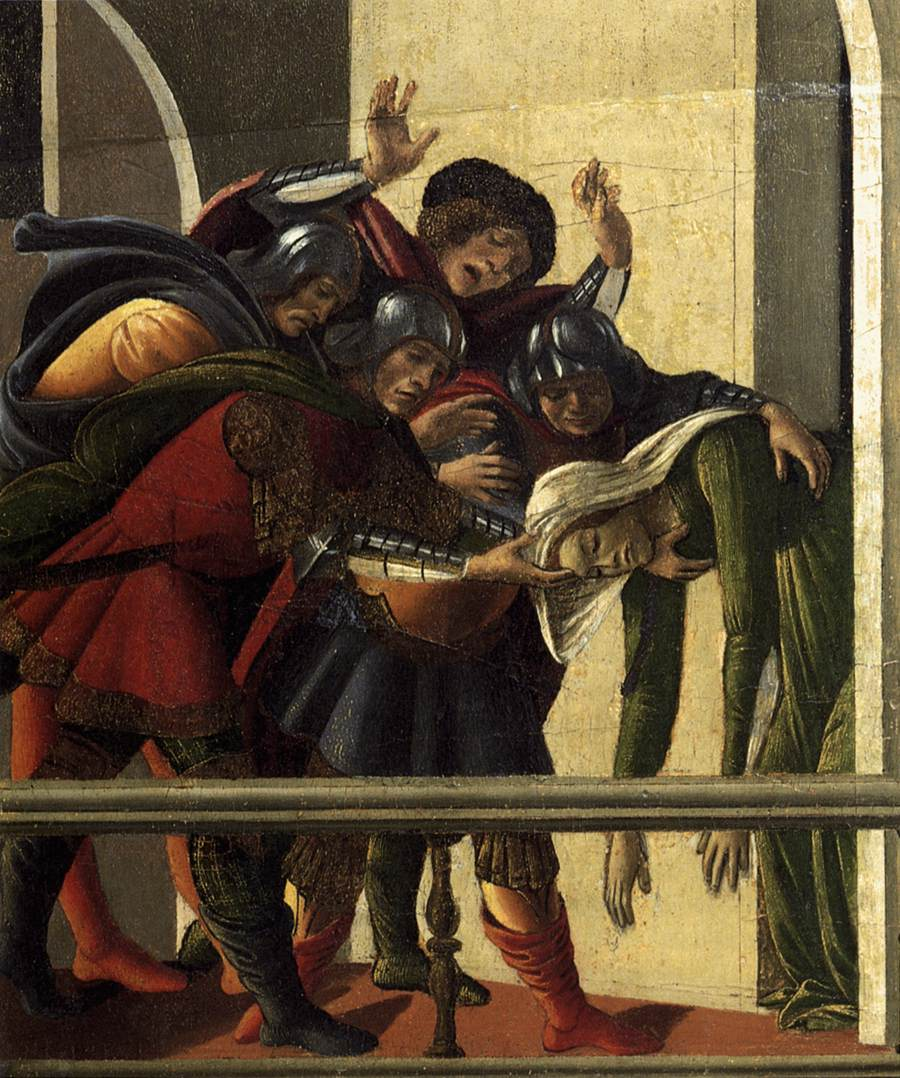
Sandro Boticelli. La historia de Lucrecia. Mientras su marido está ausente, Lucrecia es violada por Sexto Tarquinio, el hijo del rey. Aquí es encontrada inconsciente por su esposo y sus compañeros.

Arrunte Tarquinio, Arunte Tarquinio o Arrunta Tarquinio (en latín, Arruns Tarquinius) comúnmente llamado Egerio, fue un miembro de la familia real de la Roma temprana.
Era hijo póstumo de Arrunte Tarquinio, y nieto de Demarato de Corinto. Demarato se había establecido en Tarquinia durante el siglo VII a. C. y se casó con una noble etrusca. Tuvieron dos hijos, Lucio y Arrunte. Arrunte murió poco antes que su padre, dejando a su esposa embarazada. Sin saber nada de su futuro nieto, Demarato no le dejó ninguna herencia, por lo que Arrunte nació en la pobreza a pesar de la riqueza de su abuelo. Por esta razón, al niño se le llamó Egerio, que significa 'el necesitado'.
A instancias de su esposa, Tanaquil, Lucio Tarquinio emigró a Roma, donde encontró el favor del rey, Anco Marcio. Finalmente, Tarquinio sucedió a Marcio como quinto rey de Roma. Después de someter a la ciudad latina de Colacia, Tarquinio colocó a su sobrino al mando de la guarnición romana allí establecida.
El hijo de Arrunte fue Lucio Tarquinio Colatino, uno de los primeros cónsules romanos en el 509 a. C. La violación de la esposa de Colatino, Lucrecia, por su primo, Sexto Tarquinio, fue el suceso final que provocó la expulsión de los reyes romanos. Irónicamente, el odio público hacia los Tarquinios llevó al propio Colatino a renunciar al consulado y exiliarse.